# Víctor Peralta
Víctor Peralta   (Buenos Aires, 6 de març de 1908 - 25 de desembre de 1995) va ser un boxejador argentí que va competir entre les dècades de 1920 i 1930.
El 1928 va prendre part en els Jocs Olímpics d'Amsterdam, on guanyà la medalla de plata de la categoria del pes ploma, en perdre la final contra Bep van Klaveren.
Com a professional, entre 1929 i 1936, va disputar 23 combats, amb un balanç de 12 victòries, 7 derrotes i 4 combats nuls.